# Fisktorget, Karlskrona

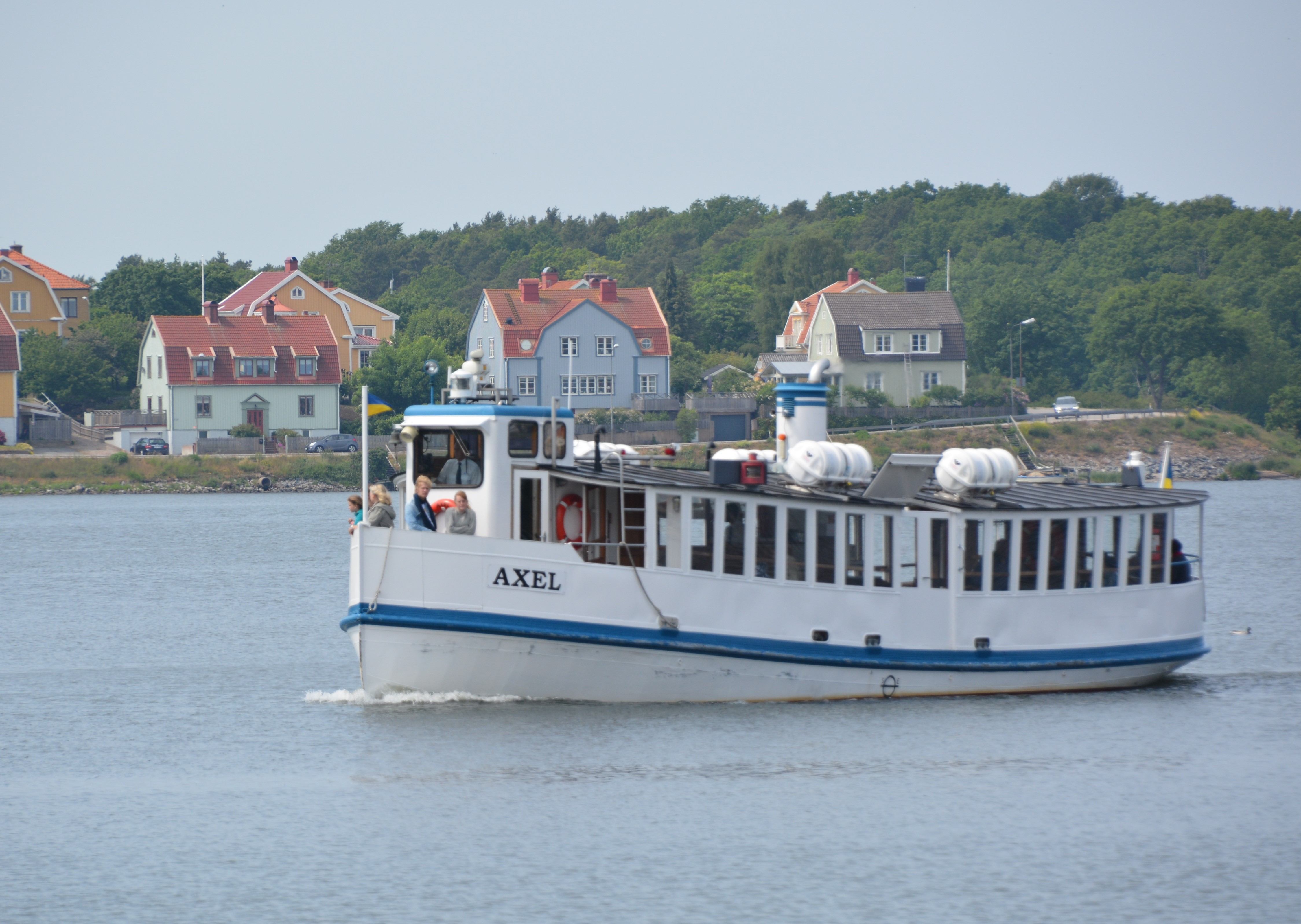
M/F Axel utanför Fisktorget

Fisktorget är ett torg i Karlskrona. Torget ligger vid Borgmästareviken där Grevagårdens brygga tidigare låg. Platsen har varit en viktig införselplats för varor till Karlskrona sedan staden grundades på 1600-talet, bland annat för familjen Wachtmeister på Grevagården. Torget har även varit handelsplats, bland annat för fisk och grönsaker.
Under 1900-talets första hälft fanns en saluhall på området. Saluhallen ritades av August Strehlenert och uppfördes efter ett beslut av Karlskrona stadsfullmäktige 1902. Den invigdes 1904 och revs under 1951.
Fisktorgets brygga är idag knutpunkt för Karlskronas skärgårdsbåtar. Från torget går även en bro till Stakholmen. Dessutom finns Blekinge museum i anslutning till torget.
På torget finns Erik Höglunds bronsskulptur Fiskargumman, och sedan 2010 Pål Svenssons Bleke i diabas och gnejs.